# Yellow Tanabe
Yellow Tanabe (田辺イエロウ?, Tanabe Ierou; Tokyo, 13 giugno ...) è una fumettista giapponese. La sua opera più famosa è stata Kekkaishi con la quale ha vinto anche lo Shogakukan Manga Award nel 2007. È stata assistente di Mitsuru Adachi.

## Biografia
Si è diplomata alla Musashino Art University di Tokyo ed entra nel mondo dei manga facendo l'assistente di Mitsuru Adachi da cui impara molto sul come gestire i vari personaggi. Lavora anche sotto la supervisione di Makoto Raiku, da cui impara la realizzazione delle scene di combattimento e l'inserimento dell'umorismo nell'opera.
La prima storia pubblicata è stata Yami no Naka con la quale ha ricevuto una menzione allo Shinjin Comics Taisho di Shogakukan, un premio per i mangaka esordienti, nel 2000, seguita dalla mini-serie Lost Princess. La sua prima, e più famosa, serie è Kekkaishi, pubblicata su Weekly Shōnen Sunday nel numero 47 del 2003, di cui è stato prima pubblicato un capitolo autoconclusivo. Proprio grazie a questa serie otterrà molta notorietà ed uno Shogakukan Manga Award nel 2007 per il miglior manga shōnen. La serie è terminata nel numero 19 del 2011 di Shōnen Sunday con 345 capitoli raccolti in 35 tankōbon e con un anime di 52 episodi andato in onda tra il 2006 ed il 2008. Nel 2009 pubblica nella prima uscita della rinnovata rivista Monthly Shōnen Sunday pubblica un manga autoconclusivo intitolato Birthday. Per festeggiare il terzo anniversario della stessa rivista ha pubblicato un capitolo autoconclusivo di 42 pagine intitolato Mori no Naka. Torna su Weekly Shōnen Sunday pubblicando la mini-serie Shūmatsu no Laughter nel numero 51 del 2012 e conclusa nel numero 04-05 del 2013. Pubblica sul numero 33 del 2013 di Shōnen Sunday la serie Birdmen che è giunta a conclusione nel 2020 con un totale di 78 capitoli raccolti in 16 tankōbon.

## Opere
- Yami no Naka (2000)
- Lost Princess (2002)
- Kekkaishi(2004-2011)
- Birthday (2009)
- Mori no Naka (2012)
- Shūmatsu no Laughter (2012-2013)
- Birdmen (2013-2020)